# Bulbophyllum phayamense
Bulbophyllum phayamense là một loài phong lan thuộc chi Bulbophyllum.